# نهر الزرقاء
نهر الزرقاء كما يعرف باسم سيل الزرقاء أو نهر التماسيح ثاني أكبر روافد نهر الأردن بعد نهر اليرموك، وهو ثالث أكبر نهر في المنطقة من حيث التصريف السنوي، إذ يبلغ معدل التصريف السنوي لهذا النهر في منطقة دير علا 83 مليون مترٍ مكعب، منها ما يقرب من 38 مليون متر مكعب مقدار التصريف الأساسي (الدائم الجريان). يبلغ طوله 70 كم ويتراوح عرضه من 7 إلى 10 أمتار، وتبلغ مساحة حوضه حوالي 3400 كم². ينبع من العاصمة الأردنية عمان متجهاً إلى الشرق عبر عين غزال، الرصيفة، فمدينة الزرقاء، حيث ينحني 180 درجة ويبدأ جريانه باتجاه وادي الأردن قاطعاً جرش وعجلون والبلقاء، ويصب أخيراً في بحيرة جرش.
رجّح العلماء الجيولوجيون أن عمر النهر يبلغ حوالي 30 مليون عام، حيث اكتُشف في آثار عين غزال والتي تم الكشف عنها في سبعينيات وثمانينيات القرن العشرين، حيث استُخرجت تماثيل من العصر الحجري الحديث والتي صنعت منذ حوالي ستة آلاف سنة قبل الميلاد. تشير المكتشفات الأثرية على طول مجرى النهر إلى أن المنطقة كانت غنية بالنباتات والحيوانات في الماضي وتعود إلى العصر الطباشيري السفلي (135 مليون عام).
قال عنه ياقوت الحموي: «نهر عظيم، غزير المياه، وفيه سباع كثيرة مذكورة بالضراوة، وتكثر حوله النباتات الملتفّة وأشجار القصب». وما زال الناس يتذكرون سوق السمك الذي كان مقاماً بجوار «السيل» في عمّان، حيث كان الصيادون يجلبون ما يصطادون من نهر الزرقاء إلى تلك السوق لبيعه. ويشار إلى أهمية منطقة المخاضة بالنسبة للتوراتيين حيث تُعتبر منطقة مقدسة لديهم.
في العقود الثلاثة الماضية، تعرّض نهر الزرقاء لاعتداءات كبيرة من قبل بعض المصانع، فتحولت مياهه النقية إلى مياه عادمة، إضافة إلى وجود عدد كبير من مخارج مياه الصرف الصحي التي تصب فيه دون رقابة جديّة من الحكومات المتعاقبة؛ وبعد إنشاء وزارة للبيئة في الأردن بدأ بالاهتمام بسيل الزرقاء لإعادة الحياة إليه من جديد.

## التسمية
أطلق العرب عليه اسم «نهر الزرقاء» لزرقة المياه التي تجري بين ضفتيه. وقد أطلقت عليه عدة تسميات؛ ففي أيام تجارة قريش مع الشام أطلقوا عليه «منطقة أسود الزرقاء»، أما الصليبيون فأطلقوا عليه اسم «نهـر التماسيح»، بينما أطلق عليه الرومان اسم «نهر التمساح»، أما الفرس فقد أطلقوا عليه اسم «سـيل التماسيح»؛ لكن أهالي الزرقاء أطلقوا عليه اسم «المسبعة» لكثرة السباع التي كانت تعيش حوله حتى منتصف القرن التاسع عشر. أما في التوراة، فيُعرف باسم يبوق.
يرجع البعض إلى أن «الزرقاء» كلمة أكادية، وتتكون في اللغة الأكادية من مقطعين، هما زار وتعني مياه، وكي وتعني منطقة. تعرضت الكلمة الأكادية إلى تحويرات لفظية وكتابية جرّاء الهجرات المتعاقبة على المنطقة، فتحولت الكلمة من (زار-كي) إلى (زارقي) إلى (زارقا) ثم إلى (الزرقاء).

## أهميته

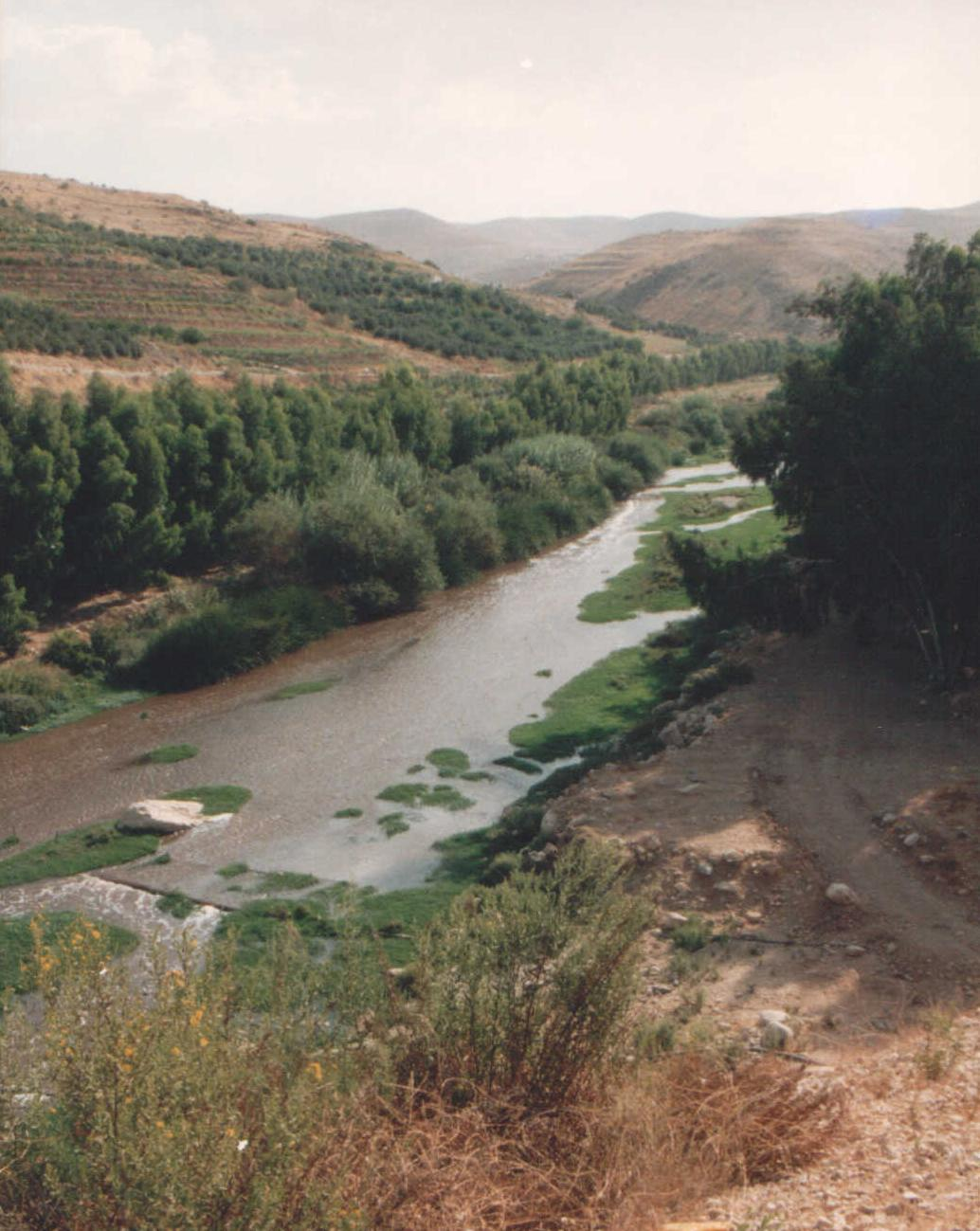
نهر الزرقاء

ورد اسم نهر الزرقاء في التوراة وكان اسمه نهر يبوق (بالعبرية: יבוק) حيث ذكر أن يعقوب عبر نهر يبوق في طريق عودته إلى أرض كنعان (الأراضي المقدسة في فلسطين) بعد أن ترك حران. حيث اتجه غرباً إلى وادي عيد العرش، كان هناك معبراً واحداً يمر على الأردن من خلاله يمكن الوصول بسهولة إلى مدينة شكيم (نابلس حاليا)، ومن خلال هذا المعبر استطاع يعقوب العبور في نهاية رحلة عودته، كما ذكر أيضاً في التوراة أسماء بعض المدن تطل على النهر مثل: زاراتان وآدم اللتان تقعان عند مصب الوادي.
كانت أول إشارة لنهر الزرقاء في لقاء يعقوب مع عيسو، وملحمة يعقوب مع الملاك في (سفر التكوين 32:23)، كما كان الحدود الفاصلة بين أراضي ريبوين وجاد من عمون (سفر التثنية 3:16)، سفر التثنية 2:37)، (سفر يشوع 12:2)
وذكر أيضاً في 12:2). يوصف إقليم سيحون الذي يمتد من "ارنون" إلى يبوق" (رقم 21:24)، وهي منطقة استصلحها في وقت لاحق ملك عمون (سفر القضاة 11:13، 22)، وكذلك ذكر يوسابيوس القيصري في أماكن في النهر تقع بين جرش ومدينة عمان.

## التاريخ
تعتبر منطقة عين الغزال - منبع نهر الزرقاء - إحدى أهم المناطق الأثرية في المنطقة، حيث يرجع تاريخها إلى فترة العصر الحجري الحديث، وقد اكتشفت العديد من الآثار هناك. ثم استعمرت في عام 7200 قبل الميلاد لأكثر من ألفي سنة. وتعتبر واحدة من أقدم المستوطنات البشرية المعروفة والتي كان فيها حيوانات مستأنسة. وبلغ عدد سكانها في أوجها حوالي 3,000 نسمة، مما جعلها واحدة من أكبر المراكز السكانية في عصور ما قبل التاريخ في الشرق الأدنى.
خلال البحث الذي أُجري عام 1982، تم اكتشاف عدة مواقع تعود للعصر الحديدي المبكر تتركز على طول ضفاف نهر الزرقاء وروافده. منها منطقة تلول الذهب، ومنها مدينة الزرقاء ثاني أكبر مدينة في الأردن، والتي بنيت على ضفاف نهر الزرقاء، وتعدّ أكبر مدينة على طول مجراه. أسس المهاجرون الشيشان مدينة الزرقاء في عام 1902، ونما عدد سكانها بسرعة مع تدفق اللاجئين الفلسطينيين الذين فروا من الضفة الغربية خلال حرب الأيام الستة عام1967.
يتدفق نهر الزرقاء أيضاً عبر منطقة جرش والتي أصبحت مأهولة بالسكان منذ العصر البرونزي، وكانت في العهدين الإغريقي والروماني إحدى المدن الهامة كمركزٍ لعلم الرياضيات.

## جغرافيا

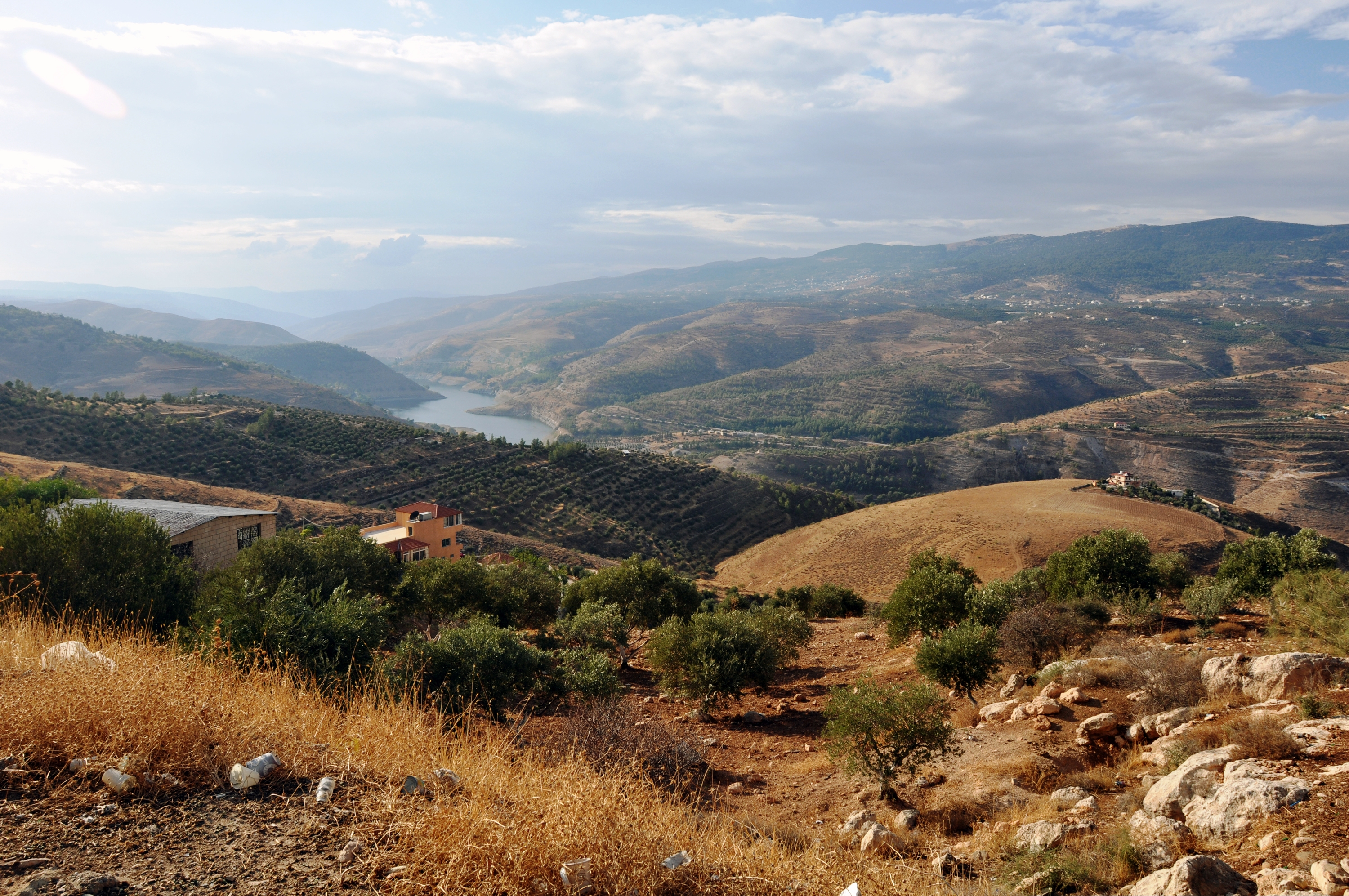
نهر الزرقاء

يعتبر حوض نهر الزرقاء من أهم الأحواض المائية في الأردن، حيث يقطنه ما يزيد عن 70% من سكان المملكة، وتبلغ مساحة حوض الزرقاء الإجمالية حوالي (3150) كم2 ويتألف من ثلاثة أحواض فرعية:
1. الحوض العلوي (حوض الضليل): وتبلغ مساحته (1732) كم2، منها (147) كم2 ضمن الأراضي الأردنية.
2. حوض عمان – الزرقاء: وتبلغ مساحته (600) كم2 ويمتاز بكثافة سكانية عالية وتتركز معظم الصناعات ضمن أجزاء هذا الحوض بالقرب من مصادر المياه.
3. الحوض السفلي: تبلغ مساحته (825) كم2، ويمتاز هذا الجزء بكثافة سكانية متوسطة ونشاط زراعي واسع.[13]

### مجرى نهر الزرقاء
يبلغ طول مجرى نهر الزرقاء ابتداءً من رأس العين في عمان وانتهاءً في سد الملك طلال في جرش بحدود 73 كم؛ وتكثر على جانبي السيل النشاطات التنموية المختلفة الصناعية والتجارية والزراعية بالإضافة إلى التجمعات السكانية، ما نتج عن ذلك استغلال جائر للمياه، حيث تردت نوعية المياه الجوفية والسطحية نتيجة استنزاف الخزانات الجوفية للأغراض المنزلية والزراعية والصناعية. تجاوزت كميات استخراج المياه الجوفية الحدود الآمنة بكثير ما أدى إلى تلوث المياه الجوفية وتملّحها (ارتفاع نسبة الملوحة) وهبوط في منسوب المياه الجوفية وخاصة في منطقة الزرقاء.
وكان مجمل متوسط تصريف الينابيع الواقعة في حوض نهر الزرقاء قبل تأثّرها بنشاطات استخراج المياه الجوفية حوالي (5000) متر مكعب في الساعة، إلا أن معظمها إما جفّ وإما تدنى معدل تصريفها من المياه حالياً وذلك بسبب زيادة عدد الآبار المحفورة في هذا الحوض.

### الفروع الرئيسية لنهر الزرقاء

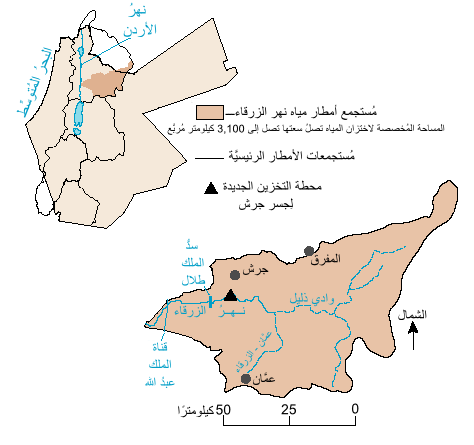
مستجمعات المياه لنهر الزرقاء

تبدأ منابع نهر الزرقاء من شمال شرق عمان، حيث يصل من المناطق المرتفعة عند نبع عين غزال («غزال الربيع»)، ثم يتدفق النهر إلى الشمال قبل أن يتوجه الغرب عند ارتفاع الجانب الشرقي من جبال جلعاد، والتي تقدر بحوالي 105 كيلومتر (65 ميل) في واد البرية العميق قبل أن يصب في نهر الأردن بين جنيسارت والبحر الميت، عند ارتفاع 1090 متر في نهايته، وفي الروافد العليا لضفاف النهر هي في معظمها شديدة الانحدار بالقرب من عين غزال واثنين من روافد الأودية التي تصب في في حوض ضحل، والذي يشكل الحدود بين المناطق الإدارية الأردنية اربد ومحافظة البلقاء.
يفيض النهر بشكل دائم، حيث يتدفق حوالي مليوني إلى 3 ملايين متر مكعب شهريا خلال أشهر الصيف، وبقدر 5 ملايين إلى 8 ملايين متر مكعب شهريا خلال أشهر الشتاء الممطرة. هذا يجعلها ثاني أكبر روافد نهر الأردن السفلي بعد نهر اليرموك، وثالث أكبر نهر في المنطقة من خلال التصريف السنوي. الفيضانات غير النظامية تجعل التدفق قد يصل إلى 54 مليون متر مكعب. التدفق السنوي المتوسط هو 63,3 مليون متر مكعب، ومنطقة حوض الكلية 3900 كم 2 مما يجعله الأكبر في الأردن. ويمر به سد آل روية بالقرب من قرية دير علا، يصادف نهاية الجزء النظري من النهر، حيث أنه من الطبيعي ويتدفق بسرعة مع المياه، تنتشر بعض المناطق الزراعية على ضفاف النهر في هذه المنطقة، والتي تتكون من صخور صخري قاسية عند المصب من هذا السد، ويكون مستوى المياه منخفض جداً، وتستخدم ضفاف النهر بشكل مكثف للزراعة وكذلك رعي الأغنام والماعز.
تم بناء سد الملك طلال في عدة مناطق من الزرقاء في عام 1970، وإنشاء خزان بسعة 55 مليون متر مكعب، وزاد في عام 1987 بنحو 86 مليون متر مكعب، وعند بناء السد كان من المتوقع أن الخزان سيكون المصدر الرئيسي لاستخدام الماء في منطقة عمان. ولكن المستويات الحالية للتلوث في البحيرة جعلت المياه غير صالحة للاستهلاك البشري، ويستخدم للري فقط.
يتكون نهر الزرقاء من ثلاثة فروع:
الفرع الأول: مجرى سيل الزرقاء ابتداءً من رأس العين في عمان وانتهاءً بجسر حسيَّا، حيث يبلغ طول هذا الفرع الرئيسي 40 كم تقريباً، ويتغذى السيل من مياه الأمطار الموسمية، وبعض النزازات والينابيع التي تتغذى شتاءً وتتدفق منها المياه في النهر ويجف معظمها صيفاً، وتختلط مياه السيل في هذا الجزء بمياه الصرف الصحي نتيجة فيضان المياه العادمة.
الفرع الثاني: مجرى سيل وادي الضليل ابتداءً من مخرج محطة الخربة السمراء وانتهاء بجسر حسيَّا، حيث تتدفق في هذا الفرع الرئيس المياه المعالجة الخارجة من محطة الخربة السمراء ويبلغ طول هذا الفرع 10 كم تقريباً.
الفرع الثالث: مجرى سيل الزرقاء الذي تنساب فيه المياه المختلطة ابتداءً من جسر حسيَّا وانتهاء بسد الملك طلال، حيث يبلغ طول هذا الفرع الرئيسي 30 كم تقريباً ابتداءً من مخرج المياه العادمة من محطة الخربة السمراء وانتهاء بسد الملك طلال.

## الاستغلال البشري

### الجسور

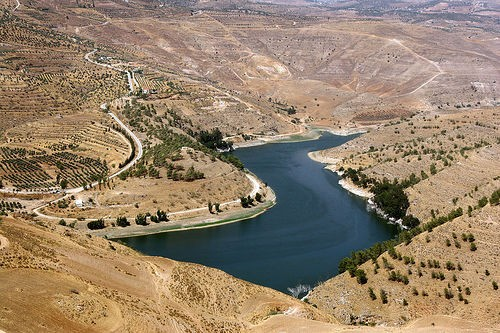
سد الملك طلال أحد السدود على نهر الزرقاء

يمر الطريق من عمان إلى جرش على جسر جرش الجديد الذي يعبر منبع خزان الملك طلال، يعتبر الجسر أيضا بمثابة موقع محطة قياسات حيث تقوم باستمرار بعمل قياسات للتدفق.
يوجد أيضا في مدينة الزرقاء العديد من الجسور والمركبات والمشاة التي تعبر النهر، والتي بنيت من قبل بعض السكان الشيشانين في المدينة، وتشمل الجسور الحالية جسر الزواهرة وهو جسر يربط المركبات من شارع بهاء الدين مع شارع الزهور ويربط الباحة آخر الدين مع شارع الملك طلال، ويوجد جسرين للمشاة يصلان بين شارع الزهور وشارع بهاء الدين وصفي التل وشارع البتراء.

### الأراضي والزراعة
تبلغ مساحة الأراضي المحيطة بفروع النهر ضمن حدود محافظة الزرقاء بحدود (10,000) عشرة آلاف دونم، مزروع منها 4,950 أربعة آلاف وتسعمائة وخمسون دونماً تقريباً، أي ما يعادل 50% من مساحة الأراضي الزراعية المحيطة بالسيل، ويبلغ عدد المزارعين على جوانب نهر الزرقاء بحدود 100 مئة مزارع، ساعدت الظروف الطبيعية السائدة في حوض نهر الزرقاء والمتميزة بالارض القليلة الانحدار والأمطار الهاطلة والحرارات المعتدلة والتربة* الخصبة على قيام حياة ريفية زراعية نشطة وفي القرى والأراضي الزراعية المحيطة بها. فقد تعاطى سكانها بالدرجة الأولى والزراعات البعلية وفي مقدمتها الحبوب، وبعض أشكال الزراعات المروية في حقول وأراضي قرى معاوية والبطيمات وأم الشرف وخربة البرج والشومرية. وأتاحت هذه الظروف الطبيعية أيضاً نشاط تربية المواشي، ولا سيما الأغنام والماعز، في تلال حوض نهر الزرقاء وأوديته. ويعد عرب الغوارنة أهم العاملين في تربية المواشي.

## الطبيعة

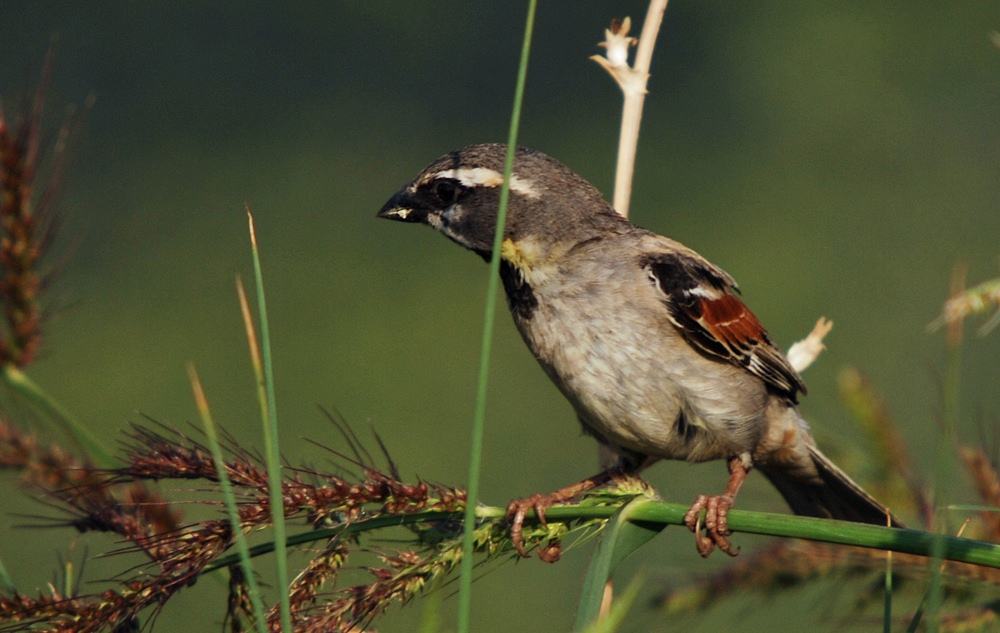
عصفور البحر الميت أحد أشهر الكائنات المنتشرة على ضفاف نهر الزرقاء

يتمتع نهر الزرقاء بطبيعة خاصة خاصة جداً نظرا لأصوله الجيولوجية التي تعود إلى ملايين السنين، عندما تم تشكيل أخدود وادي الأردن والتي كان لها أثر مضاعف في تشكيل جانبي الوادي، ويعتبر نهر الزرقاء منحوت بداية من الطرف الغربي منفي اتجاه أحد الأودية الجانبية، كانت هذه الاكتشافات قد رجحت أن يعود تاريخ المنطقة إلى فترات مبكرة من العصر الترياسي والجوراسي، وهي بقايا بانثالاسا عصور ما قبل التاريخ، التكوينات الصخرية كانت نتيجة الرواسب البحرية وهي من بقايا بحر تيثيس عصور ما قبل التاريخ، والتي تستخدم لتغطية المنطقة تشغيل تقريبا شرق-غرب، في منتصف الطريق عبر البحر الميت الحالي. على طول نهر الزرقاء نجد تشكيلات من بلورات الحجر الجيري مع الصخر الزيتي. الطبقة التالية هي طبقة 20-30 متر تتكون من الجبس والجير الطيني، كذلك الأحجار الغنية بالحديد والحجر الرملي، هذه الطبقة تعد غنية في الحفريات، وكان وادي الزرقاء يعتبر ممر هام حيث يربط بين الصحراء الشرقية مع وادي الأردن.

### النباتات
كانت الاكتشافات الأثرية في هذه المنطقة قد عثرت على بقايا على الفحم تشير إلى وجود نباتات الحور وأثل كانت تنمو على طول ضفاف نهر الزرقاء، مع غابات البلوط البري الذي ينمو على سفوح الجبال، في الفترة الحالية لا تزال غابة شجر الأثل منتشرة في السهول الفيضية بالإضافة إلى أشجار توليب، ويزرع فيها بعض نباتات الفاكهة وحقول للخضروات على طول مجرى نهر الزرقاء، ومع ضخ المياه والتي تستخدم في ري المحاصيل من الخضروات الورقية مثل: البقدونس والسبانخ والملفوف والقرنبيط والخس بالإضافة إلى البطاطس، ويوجد أيضا العديد أشجار الزيتون على طول ضفاف النهر، ينمو كذلك نبات الزنبق على العديد من التلال بالقرب من النهر، ويوجد أيضا بعض النباتات المائية في منطقة الينابيع والمجاري المائية، تنمو كذلك غابات الصنوبر الطبيعية عند منطقة سد الملك طلال على طول ضفاف المنبع، بالإضافة إلى نباتات قيصوب ودفلى وبوط حيث تلتقى بعض فروع النهر.
يعاني نهر مياه الزرقاء من التلوث الشديد مع وجود مستويات عالية من المواد العضوية والمواد الكيميائية المختلفة المركبات (خاصة المنظفات والأصباغ)، وباستخدام مياه النهر في الري تسبب بشكل كبير في تغير التنوع البيولوجي للنباتات الطبيعية، وتسبب في قلة المياه العذبة.

### الحيوانات

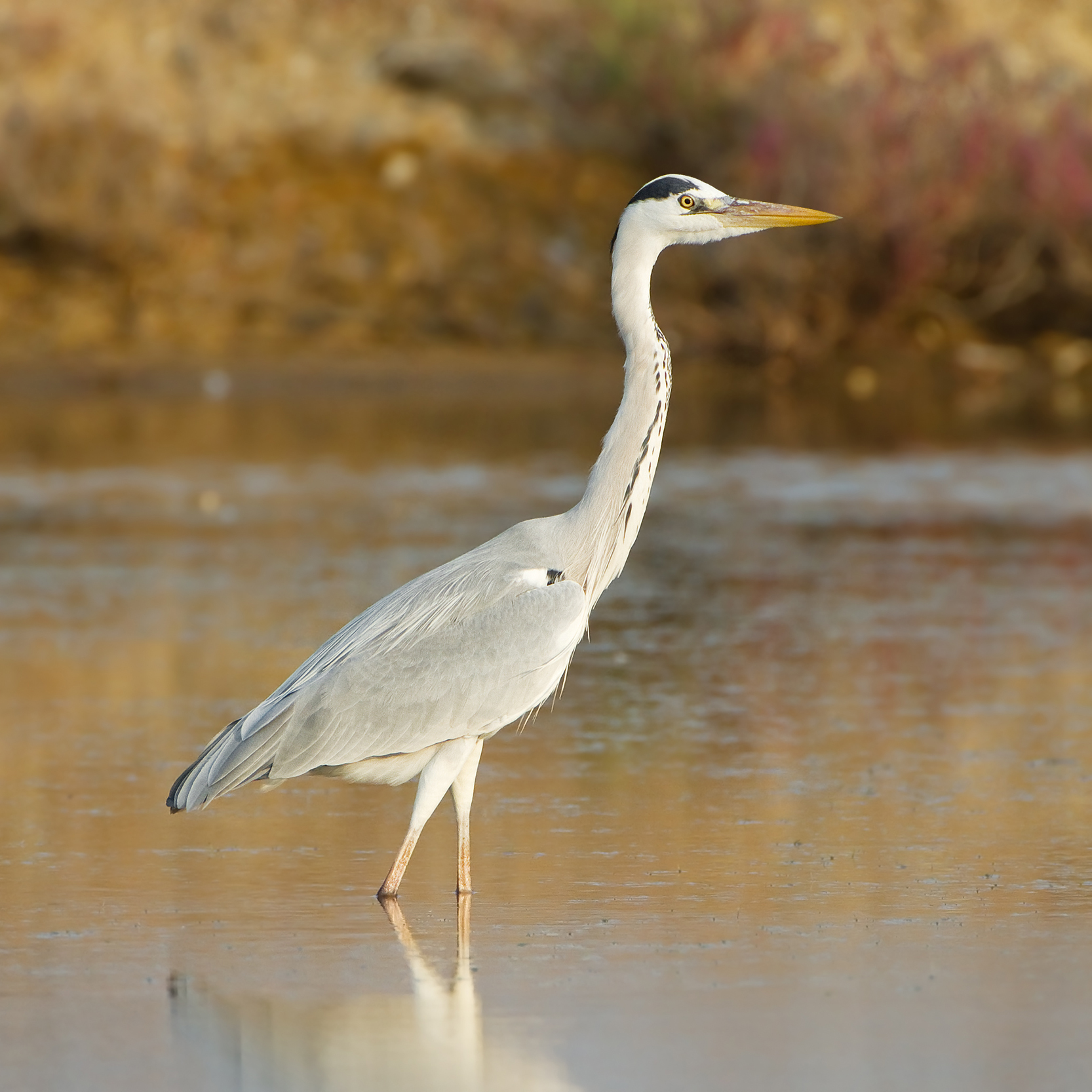
بلشون رمادي

شهد نهر الزرقاء خلال عصور ما قبل التاريخ وجود الكثير من الحيوانات والطيور بها، حيت تم العثور على 45 نوعاً من الحيوانات المميزة كانت تعيش به نصفهم من الحيوانات البرية، كانت الماعز هي أكثر الحيوانات انتشارا، وكذلك وجود سلالات من الغزلان بالمنطقة.
اليوم لا يزال نهر الزرقاء موطن للكثير من الثدييات والطيور، بعض هذه الحيوانات لا تعيش في مكان آخر خارج الأردن، ومن بين أنواع الطيور الموجودة هي:
شقراق أوروبي وقبرة صحراوية ودوري البحر الميت وعصفور وردي صحراوي ووروار أزرق الخد، ومن الثدييات الموجودة في المنطقة حيوان قضاعة والسنجاب الفارسي، ويعتبر حيوان القضاعة من الأنواع المهددة بالانقراض.
ساهم إنشاء سد الملك طلال ووجود خزان مائي به في توطن الكثير من الأسماك والطيور والتي تعتبر المياة العذبة بيئة مناسبة وصالحة لمعيشتها، مثل: واق صغير وأبو قردان وبلشون رمادي ولقلق أبيض وبطة الحذف الشتوي وغر أوراسي، يمر على نهر الزرقاء العديد من الطيور المهاجرة لا سيما في فصل الشتاء، وتعيش على الرافد الرئيسي للنهر، ومن بينها اللقلق الأبيض حيث رصد أكثر من 6000 طائر منه بالقرب من النهر.
كان يعيش في نهر الزرقاء عدد من تماسيح النيل (ولهذا كان يطلق عليه اسم نهر التماسيح)، يوجد أيضا العديد أنواع من الأسماك الفريدة وأنواع أخرى تم إدخالها ويوجد أيضاً عدد من أفاعي النهر، وأشهر أنواع الأسماك التي تعيش في هذا النهر هو البلطي والبوري الصغير.

## المشاكل البيئية

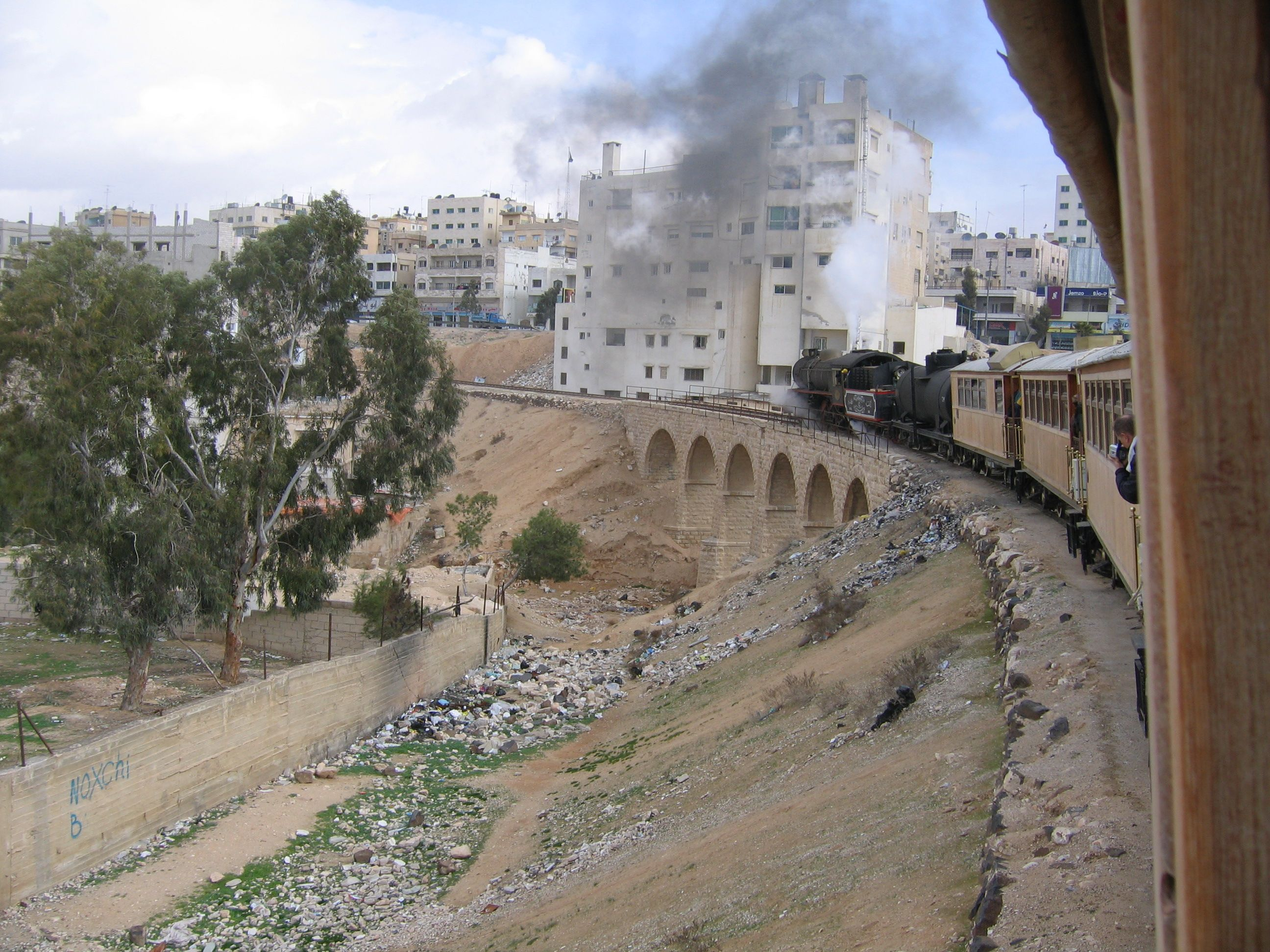
صورة من مدينة الزرقاء المطلة على النهر

تعرض نهر الزرقاء إلى التلوث الشديد في الفترة الأخيرة، ولعل السبب في ذلك هو تدفقات مياه الصرف الصحي غير المعالجة مباشرة في النهر من خلال مجاري الأنهار الجافة (الأودية)، ترتب عليه تلوث النهر وخلق رائحة والتي كانت سببا في العديد من الشكاوى خاصة خلال أشهر الصيف، وعلى الرغم من بناء محطات معالجة مياه الصرف الصحي في بضعة مواقع (بما في ذلك عين غزال وخربة وسمارة)، لكن هذه المحطات غالباً ما تلقى المزيد من المياه الملوثة والتي لا يمكن التعامل معها، ويحدث هذا الفائض خلال الفيضانات في فصل الشتاء، وكذلك يزيد التلوث خلال أشهر الصيف عند زيادة عدد السكان مع عودة العمال المهاجرين إلى عمان.
طرح هذه المياه غير المعالجة إلى نهر الزرقاء ترتب عليه اكتساء مياه النهر باللون البني، وفي كثير من الأحيان يتواجد رغوة كثيفة نظراً لكميات كبيرة من المواد العضوية به، هناك أيضا العديد من مصادر الملوثات الأخرى وتتمثل في طرح وإغراق النفايات الصناعية بشكل غير القانوني، بما في ذلك من مصانع الغزل والنسيج والبطاريات والزيوت المستخدمه في السيارات.
وجود النهر في منطقة تعد الأكثر كثافة سكانية شرق نهر الأردن ساهم أكثر في تلوث النهر، حيث كانت المياه عام 1950 عذبة وصالحة، ولكن منذ عام 1948 حدثت زيادة مضطردة بعدد السكان استمرت لعام 1967 مما ادى إلى زيادة نسب أعداد السكان أي زيادة غير طبيعية وذلك بسبب هجرة السكان من فلسطين إلى الأردن، بالإضافة إلى إنشاء منطقة الصناعية التي تعد موطنا لأكثر من 52٪ من المنشآت الصناعية في الأردن، بما في ذلك شركة مصفاة البترول الأردنية، أسهم ذلك بشكل كبير في زيادة تلوث النهر، إلى جانب الإفراط في استخراج المياه من طبقات المياه الجوفية تحت الأرض والذي أدى إلى انخفاش التدفق الرئيسي للنهر وهو ما خلق مشكلة كبيرة، وصفت مشاكل نهر الزرقاء البيئية بأنها واحدة من «النقاط السوداء بيئياً» في الأردن، مما دفع الكثير من الجهات والمنظمات لتسليط الضوء عليه، وقامت وزارة البيئة الأردنية بوضع مسألة تلوث نهر الزرقاء على أولوية مشاريعها، حيث تشير التقديرات إلى أن مشروع الترميم قد يتكلف 30 مليون دولار.